# Odenwaldia heidelbergensis
L'odenwaldia (Odenwaldia heidelbergensis) è un anfibio estinto, appartenente ai temnospondili. Visse nel Triassico inferiore (Olenekiano, circa 248 milioni di anni fa) e i suoi resti fossili sono stati ritrovati in Germania.

## Descrizione
Questo animale è noto principalmente per un cranio ben conservato, conservato come impronta su arenaria nel 1961 nella zona di Waldkatzenbach in Germania meridionale. Il cranio, lungo 28 centimetri, possedeva un lungo muso triangolare e relativamente appuntito. Si suppone che Odenwaldia potesse essere lungo circa 1,5 metri. Le orbite erano relativamente piccole e poste molto all'indietro nel cranio, ed erano presenti due piccole corna tabulari dirette all'indietro. I denti marginali erano molto numerosi e relativamente piccoli. Secondo uno studio di Maganuco e colleghi (2009), Odenwaldia si differenziava dalle forme simili come Eocyclotosaurus a causa del frontale, molto più stretto al livello del centro dell'orbita rispetto al postfrontale.

## Classificazione
Il cranio di Odenwaldia, benché rinvenuto nel 1961, non fu descritto fino al 1984, quando venne classificato nella famiglia dei bentosuchidi a causa della forma generale del cranio. Studi successivi hanno invece messo in luce le strette parentele con un altro gruppo di temnospondili, gli eilerosauridi (Heylerosauridae), a volte considerati vicino all'origine dei giganteschi capitosauridi. Odenwaldia, in un ulteriore studio di Schoch (2008), è considerato un taxon cruciale per comprendere la filogenesi dei capitosauri. 